# Divac
Divac je priimek v Sloveniji, ki ga je po podatkih Statističnega urada Republike Slovenije na dan 1. januarja 2010 uporabljalo 7 oseb in je med vsemi priimki po pogostosti uporabe uvrščen na 22.059. mesto.

## Znani slovenski nosilci priimka
- Vito Divac (1952—2021), novinar, publicist

## Znani tuji nosilci priimka
- Nedeljko Divac (1883—1964), srbski zoolog
- Vlade Divac (*1968), srbski košarkar